# 1952 ve filmu

## Události
- 31. července měl premiéru slavný film Ivanhoe
- 23. prosince měl premiéru slavný film Moulin Rouge
- 27. listopadu měl americký film Bwana Devil premiéru jako první barevný film v 3D a začal poptávku, která trvala další dva roky.

## Nejvýdělečnější filmy roku
| Pořadí | Název                      | Země | Tržba (v dolarech) |
| ------ | -------------------------- | ---- | ------------------ |
| 1.     | This Is Cinerama           | USA  | 41 600 000         |
| 2.     | The Greatest Show on Earth | USA  | 14 000 00          |
| 3.     | The World in His Arms      | USA  | 3 000 000          |
| 4.     | Invasion USA               | USA  | 1 200 000          |

## Ocenění

### Oscar
Nejlepší film: The Greatest Show on Earth
Nejlepší režie: John Ford – The Quiet Man
Nejlepší mužský herecký výkon: Gary Cooper – V pravé poledne (angl. High Noon)
Nejlepší ženský herecký výkon: Shirley Booth – Come Back, Little Sheba
Nejlepší mužský herecký výkon ve vedlejší roli: Anthony Quinn – Viva Zapata!
Nejlepší ženský herecký výkon ve vedlejší roli: Gloria Grahame – The Bad and the Beautiful

### Zlatý Glóbus
Drama
Nejlepší film: The Greatest Show on Earth
Nejlepší herec: Gary Cooper – V pravé poledne (angl. High Noon)
Nejlepší herečka: Shirley Booth – Come Back, Little Sheba
Muzikál nebo komedie
Nejlepší film: With a Song in My Heart
Nejlepší herec: Donald O'Connor – Singin' in the Rain
Nejlepší herečka: Susan Hayward – With a Song in My Heart
Jiné
Nejlepší režie: Cecil B. DeMille – The Greatest Show on Earth

## Seznam zahraničních filmů
- V pravé poledne (režie: Fred Zinnemann)

## Narozeniny
- 19. březen – Harvey Weinstein, producent
- 14. květen – Robert Zemeckis, americký režisér
- 7. červen – Liam Neeson, herec
- 18. červen – Isabella Rossellini, herečka
- 1. červenec – Dan Aykroyd, kanadský herec a komik
- 20. červenec – Adrian Biddle, kameraman († 2005)
- 18. srpen – Patrick Swayze, americký herec a tanečník († 2009)
- 24. září – Christopher Reeve, americký herec († 2004)
- 22. říjen – Jeff Goldblum, americký herec

## Úmrtí
- 18. leden – Curly Howard, komik
- 21. duben – Leslie Banks, herec
- 8. květen – Walter Fox, americký filmový producent
- 21. květen – John Garfield, americký herec (*1913)
- 23. říjen – Susan Peters, herečka
- 26. říjen – Hattie McDaniel, africko-americká herečka

## Filmové debuty
- Anne Bancroft
- Julie Harris
- Leonard Nimoy